# Кръстосана лисица
Кръстосаната лисица е частично меланистичен цветен вариант на червената лисица (Vulpes vulpes), която има дълга тъмна ивица, минаваща по гърба ѝ, пресичаща друга ивица, за да образува кръст над раменете. Тя е по-разпространена в северните райони на Канада и е по-рядка от обикновената червена форма, но е по-често срещана от още по-тъмната сребърна лисица.

## Таксономия
В един период от време, кръстосаната лисица е била смятана за отделен вид от червената лисица и ѝ бело дадено биномното име Canis decassatus (родът на лисиците Vulpes тогава се е включвал в рода на кучетата Canis). Фермерите и ловците на кожи продължават да третират всяка форма на червена лисица като отделен вид дълго след като учените заключват, че те са вариации на една и съща.

## Разпространение
Кръстосаните лисици са относително разпространени в северните райони на Северна Америка и съставляват до 30% от популацията на червена лисица в Канада. Някога кръстосаните лисици са били в изобилие в Айдахо и Юта, преди да бъдат до голяма степен изтребени.
От време на време в Скандинавия се съобщава за кръстосани лисици, описани от Конрад Геснер и Олаус Магнус. Проучване, базирано на близо 3000 кожи от червена лисица във Финландия, разкри, че 99% са с червеникава форма, като кръстосаните лисици съставляват само 0,3% от останалия 1%.